# 1902 au Portugal
Chronologie du Portugal
- 1898
- 1899
- 1900
- 1901
- 1902
- 1903
- 1904
- 1905
- 1906

Cette page concerne les évènements survenus en 1902 au Portugal  :

## Évènement
- Révolte de Bailundo (en) (Angola - 1902-1904)

## Création
- Club Internacional de Foot-Ball (pt)

## Naissance
- Carlos de Liz Teixeira Branquinho (pt), diplomate.
- Augusto Macedo (de), acteur.
- Ofélia Marques (pt), peintre.
- Francisco de Paula Leite Pinto (pt), écrivain.
- Carlos Silva, footballeur.

## Décès
- Custódio Joaquim da Cunha e Almeida (pt), juge.
- Manuel Henrique Dias (pt), poète.
- António Dias Ferreira (pt), évêque.
- Josefa Garcia Greno (pt), peintre.